# Colin Beashel
Colin Kenneth Beashel (Sydney, 21 de novembro de 1959) é um velejador australiano, medalhista olímpico. Ele competiu nos Jogos Olímpicos de Verão de 1996 na classe Star e conquistou a medalha de bronze, tendo totalizado 69 pontos nas onze regatas disputadas, ao lado de David Giles.
Beashel competiu nas Olimpíadas no barco de quilha para duas pessoas, com Richard Coxon em 1984, Gregory Torpy em 1988 e Giles de 1992 a 2004. Tornou-se, junto com o brasileiro Torben Grael, o oitavo velejador a disputar seis Olimpíadas.